# Саперний провулок (Київ)
Саперний прову́лок — зниклий провулок, що існував у Печерському району (на той час — Московському районі) міста Києва, місцевість Саперне поле. Провулок пролягав від вулиці Новомитрофанівської до вулиці Саперне Поле.

## Історія
Виник у 50-х роках ХХ століття під назвою вул. Нова. Назву Саперний провулок набув 1955 року. Ліквідований 1978 року.